# Alucita sakhalinica
Alucita sakhalinica is een vlinder uit de familie van de waaiermotten (Alucitidae). De wetenschappelijke naam van de soort is voor het eerst geldig gepubliceerd in 1995 door Zagulajev.